# British Rail řada 221
British Rail řada 221 Super Voyager je série britských dieselových vysokorychlostních jednotek.

## Historie a konstrukce
Jednotky byly vyrobeny v počtu 44 kusů. Patří společnosti Virgin Trains (u které jezdí 21 jednotek) a CrossCountry (která provozuje 23 jednotek). Byly postaveny v letech 2001–2002. Jsou to čtyř až pěti vozové soupravy vybavené jak první, tak druhou třídou. Velmi jsou jim podobné jednotky řady 220. Jejich maximální rychlost je 200 km/h. Mají nejmodernější vybavení, včetně audiovizuálních panelů. Přes všechny tyto přednosti mají řadu problémů, hlavně po technické stránce.